# George Washington (Schiff, 1992)
Die USS George Washington (CVN-73) ist der sechste Flugzeugträger der Nimitz-Klasse der US Navy. Sie trägt den Namen des ersten Präsidenten der USA, George Washington. Sie wurde in der Werft Newport News Shipbuilding am 25. August 1986 auf Kiel gelegt und am 4. Juli 1992 in Dienst gestellt. Ihr Heimathafen war von September 2008 bis Dezember 2015 der Hafen der Stadt Yokosuka in Japan. Sie wurde von der Ronald Reagan abgelöst und ist seitdem in Norfolk, Virginia stationiert. Von 2017 bis 2023 wurde das Schiff umfassend saniert. Es ist seit Mai 2024 wieder im Dienst.

## Einsätze
- 1994: Begleitung zum 50. Jubiläum des D-Day.
- 1996: Decisive Endeavor (Bosnien/Herzegowina).
- 1996: Operation Southern Watch (Überwachung der Flugverbotszonen im Irak).
- 2000: Southern Watch (Überwachung der Flugverbotszonen im Irak).
- Am 11. September 2001 wurde die USS George Washington in den Hafen von New York City beordert, um die Stadt zu schützen.
- 2003–2004: Operation Iraqi Freedom (Unterstützung für den Irakkrieg).
- 2008: Ab September 2008 löste die GW die Kitty Hawk als vorgeschobener Flugzeugträger in Yokosuka, Japan, ab.
- 2010: Nach dem Bombardement von Yeonpyeong wurde der Flugzeugträger ins Gelbe Meer verlegt.
- 2013: Nach dem Taifun Haiyan wurde die USS George Washington in den Golf von Leyte verlegt, um dort humanitäre Hilfe zu leisten.

Von 2017 bis 2023 war die USS George Washington aufgrund von Wartungen in Newport, Virginia, angedockt.

## Brand
Am 24. Mai 2008 brach in einem Belüftungsschacht des Trägers ein Feuer aus und verbreitete sich rasch durch Kabelkanäle über mehrere Decks und insgesamt 80 Kammern; dabei wurden 37 Seeleute verletzt. Der Träger, der zu dem Zeitpunkt die Fregatte Crommelin betankte, befand sich im Pazifischen Ozean, nahe den Galápagos-Inseln, auf dem Weg nach Japan. Zwecks Reparaturarbeiten fuhr der Träger – nachdem das Feuer gelöscht war – unter eigener Kraft zum Flottenstützpunkt nach San Diego (Kalifornien). Nach Medienberichten wurden der Commanding Officer, Captain David C. Dykhoff, und sein Executive Officer, Captain David Dober, wegen des Unglücks im Juli 2008 des Kommandos über den Träger entbunden. Ursache für den Brand war die Verletzung von Sicherheitsregeln, da in einem Technikraum eine Zigarette geraucht worden war. Der Schaden belief sich auf 70 Millionen US-Dollar.

## Sonstiges
Der Naval Criminal Investigative Service (Middle East Field Office – Subordinate Office Middle East Field Office – Naval Criminal Investigative Service Resident Unit) unterhält auf dem Schiff ein ständig besetztes Agentenbüro (Special Agent Afloat); dies ist die einzige Dienststelle des NCIS auf einer schwimmenden Einheit.

## Suizide
Zwischen Mai 2021 und Mai 2022 gab es auf der USS George Washington mindestens sieben Todesfälle, darunter vier Suizide. Davon hatten sich drei Besatzungsmitglieder innerhalb einer Woche im April 2022 das Leben genommen. Laut Kapitän Brent Gaut hat es Stand April 2022 jedoch innerhalb von neun Monaten 10 Selbstmorde gegeben, jedoch habe die Marine zu jener Zeit von den gemeldeten Selbstmorden sieben Todesfälle anerkannt, wobei ausschließlich fünf als Selbstmorde bezeichnet wurden. Als Reaktion auf die Selbstmorde leitete die Marine eine Untersuchung ein.